# Acrochaete
Acrochaete, rod zelenih alga iz porodice Ulvellaceae, red Ulvales. Postoje svega tri priznate vrste, sve tri su morske.
1. Acrochaete apiculata (Setchell & N.L.Gardner) O'Kelly
2. Acrochaete geniculata (N.L.Gardner) O'Kelly
3. Acrochaete pterosiphoniae (Nagai) Zhigadlova